# Bohumil Chocholouš
Bohumil Chocholouš (4. února 1913 Královo Pole – 11. února 1993 Brno) byl český fotbalový záložník a později trenér.

## Hráčská kariéra
V mládežnických kategoriích hrál za Královopolskou, od roku 1930 působil v SK Židenice až do roku 1944. Za SK Židenice odehrál v nejvyšší soutěži 142 utkání a dal 5 gólů. Ve Středoevropském poháru nastoupil v ročníku 1938 jako levý záložník dvakrát proti Ferencvárosi. Od roku 1944 hrál za Moravskou Slavii Brno.

### Prvoligová bilance
| Ročník               | Zápasy | Góly | Klub        |
| -------------------- | ------ | ---- | ----------- |
| Státní liga 1936/37  | 17     | 0    | SK Židenice |
| Státní liga 1937/38  | 22     | 0    | SK Židenice |
| Státní liga 1938/39  | 21     | 0    | SK Židenice |
| Národní liga 1939/40 | 13     | 0    | SK Židenice |
| Národní liga 1940/41 | 16     | 0    | SK Židenice |
| Národní liga 1941/42 | 18     | 1    | SK Židenice |
| Národní liga 1942/43 | 20     | 0    | SK Židenice |
| Národní liga 1943/44 | 17     | 4    | SK Židenice |
| CELKEM 1. liga       | 144    | 5    |             |

## Funkcionářská a trenérská kariéra
Po skončení hráčské kariéry působil jako funkcionář a trenér ve Spartaku Adamov. Na začátku 50. let se zde stal tajemníkem tělovýchovné jednoty i trenérem fotbalového oddílu a přispěl k založení dalších oddílů v rámci TJ – odbíjené, košíkové, stolního tenisu, národní házené a ledního hokeje. V roce 1965 odešel trénovat TJ Spartak ČKD Blansko.